# Akademie für Verfassungsschutz
Die Akademie für Verfassungsschutz (AfV), bis 2014 Schule für Verfassungsschutz (SfV), wird vom Bund und den Ländern als gemeinsame Bildungseinrichtung der Verfassungsschutzbehörden Deutschlands (inkl. dem Militärischen Abschirmdienst (MAD)) in Swisttal-Heimerzheim unterhalten. Als nichtrechtsfähige Anstalt des Bundes ist sie dem Bundesamt für Verfassungsschutz (BfV) eingegliedert.

## Aufgaben und Finanzierung
Die Akademie für Verfassungsschutz hat die Aufgabe, die Anwärter im fachspezifischen Vorbereitungsdienst für die Laufbahn des mittleren nichttechnischen Verwaltungsdienstes auszubilden, Mitarbeiter von Verfassungsschutzbehörden in ihre Aufgaben einzuführen, die Grundlagen-Ausbildung für neu im MAD eingesetzte Mitarbeiter durchzuführen, Fortbildungen anzubieten und angewandte nachrichtendienstliche Forschung zu betreiben.
Der Bund trägt 70 Prozent der Kosten der Akademie, die Länder gemeinsam 30 Prozent. Der Haushalt wird im Wirtschaftsplan des Bundesamtes für Verfassungsschutz gesondert ausgewiesen.

## Geschichte
Die Schule für Verfassungsschutz entstand 1982 und knüpfte an die Aufgaben der seit 1955 bestehenden Schule im Bundesamt für Verfassungsschutz an, die für die Aus- und Fortbildung der Verfassungsschutzmitarbeiter eingerichtet worden und in einer Villa am Kölner Stadtwald untergebracht war. Ein Unterbringungsgebäude war in der Stuppstraße 13 in Köln-Ehrenfeld. Mit dem am 1. Januar 1980 in Kraft getretenen „Abkommen über die Errichtung einer Schule für Verfassungsschutz“ zwischen Bund und Ländern wurden die organisatorischen und finanziellen Grundlagen für die gemeinsame Bildungseinrichtung gelegt. Anfang 1982 nahm die neue Schule für Verfassungsschutz (SfV) ihren Lehrbetrieb auf. Sie wurde finanziell von Bund und Ländern getragen und organisatorisch dem Fachbereich „Öffentliche Sicherheit“ der damaligen Fachhochschule des Bundes angegliedert.
Unter der langjährigen Leitung von Andreas Hübsch, der die Schule maßgeblich aufbaute und 2007 in Pension ging, entwickelte sich die Einrichtung zu einer übergreifenden Bildungsplattform der deutschen Nachrichtendienste, an der neben dem Bundesamt für Verfassungsschutz und den Landesbehörden für Verfassungsschutz seit der Zusammenlegung der SfV mit der „Lehrgruppe MAD“ der Schule für Nachrichtenwesen der Bundeswehr (SNBw) im Jahr 2000 auch die Bundeswehr beteiligt ist.
Ihren heutigen Namen trägt die Einrichtung seit dem 1. Mai 2014. Die Umbenennung von Schule in „Akademie“ sollte die verstärkte Orientierung der Ausbildung an Wissenschaft und Forschung dokumentieren und war auch eine Konsequenz aus der Aufarbeitung des NSU-Komplexes.
Am 1. April 2023 wurde ein Ausbildungszentrum im Bundesamt für den Militärischen Abschirmdienst (BAMAD) aufgestellt und alle MAD-spezifischen Lehrgänge von der Akademie dorthin verlagert. Seither wird die MAD-fachliche Grundbefähigung und Einsatzvorausbildung für MAD-Angehörige im BAMAD durchgeführt. Die frei gewordenen Kapazitäten stehen allen Verfassungsschutzbehörden zur fachlichen Fortbildung zur Verfügung.

## Leitung, Aufsicht und Kuratorium
Die Fachaufsicht führen das Bundesministerium des Innern, für Bau und Heimat (BMI), das Bundesministerium der Verteidigung (BMVg) und die Innenminister/-senatoren der Länder gemeinsam durch. Die Dienstaufsicht obliegt dem Präsidenten des BfV und des MAD im Rahmen ihrer jeweiligen Zuständigkeit. Das BMI bestimmt im Einvernehmen mit dem BMVg und den Innenministern/-senatoren einen Direktor, der die AfV leitet. Leiter der AfV ist Ralf Frauenrath.
Bei der AfV wird ein Kuratorium gebildet. Dieses hat insbesondere die Aufgaben, die Fachaufsicht auszuüben, die Richtlinien für die fachliche Arbeit der Schule festzulegen, bei der Festlegung der Grundsätze für die Zulassung zu den Laufbahnlehrgängen mitzuwirken, Lernziele, -inhalte, -methoden und -mittel zu genehmigen, beim Erlass der Prüfungsordnungen und der Prüfungsausschüsse mitzuwirken, den jährlichen Lehrgangsveranstaltungsplan zu genehmigen, die hauptamtlichen Dozenten auszuwählen, die Grundsätze zur Erteilung nebenamtlicher Lehraufträge und Vortragsreferenten festzulegen, die Voranschläge für den Wirtschaftsplan sowie größere Forschungsvorhaben zu genehmigen sowie Stellungnahmen zu Verwaltungsvereinbarungen, die die Akademie betreffen, abzugeben. Das Kuratorium umfasst 20 Mitglieder (je 2 von BfV und MAD, je 1 von jedem Land), gibt sich eine Geschäftsordnung und wählt aus seiner Mitte für die Dauer von zwei Jahren einen Vorsitzenden und dessen Stellvertreter. Bund und jedes Land haben im Kuratorium je eine Stimme. Der AfV-Leiter nimmt mit beratender Stimme teil. Sitzungen finden halbjährlich, meist in Heimerzheim, statt. Jährlich legt das Kuratorium der Innenministerkonferenz, dem BMI und dem BMVg einen Bericht über die Tätigkeit der AfV vor.

## Ausbildung
Die berufsbegleitenden Fortbildungsmaßnahmen auf die spezifischen Tätigkeiten beim BfV, den Landesbehörden für Verfassungsschutz und den MAD ausgerichtet. Es finden Einführungslehrgänge, Grund- und Aufbaulehrgänge, Seminare und Sonderlehrgänge zu Spezialthemen statt, die eine wirkungsvolle Zusammenarbeit der Sicherheitsbehörden der Bundesrepublik Deutschland ermöglichen sollen. Es werden folgende Ausbildungsschwerpunkte unterrichtet:
- Staats-, Verfassungs- und Verwaltungsrecht,
- Straf- und Strafprozessrecht,
- Rechte der Nachrichtendienste,
- Rechts-, Links- und Ausländerextremismus,
- Terrorismusabwehr,
- Spionageabwehr sowie Geheim- und Sabotageschutz,
- Beschaffung und Auswertung nachrichtendienstlicher Informationen,
- Führungs- und Kommunikationslehre,
- Informationstechnik und nachrichtendienstliche Einsatztechnik,
- Basisausbildung für neue Angehörige des MAD,
- Einsatzabschirmung für MAD-Angehörige, die für einen Auslandseinsatz vorgesehen sind,
- praxisbezogene Lehrveranstaltungen für die Anwärter in der Laufbahnausbildung des mittleren und gehobenen nichttechnischen Dienstes des BfV.[8]

Die Laufbahnlehrgänge bzw. die Einführungslehrgänge sollen den Teilnehmern die für die Erfüllung der Aufgaben ihrer Laufbahn bzw. ihrer Tätigkeiten im Verfassungsschutz/MAD notwendigen Kenntnisse und Fähigkeiten vermitteln. Die Erreichung der Ziele wird durch Laufbahnprüfungen festgestellt.
Hauptamtliche Dozenten werden vom Bund und den Ländern entsandt. Die Entsendung soll fünf Jahre nicht überschreiten. Gastdozenten aus Praxis und Wissenschaft hat die Akademie heranzuziehen.